# Giuseppe Raggio
Giuseppe Raggio (all'anagrafe Giuseppe Dante Raggio) (Genova, 12 giugno 1898 – Genova, 12 gennaio 1987) è stato un calciatore italiano, di ruolo attaccante.

## Carriera
Dopo gli esordi con Andrea Doria e GC Grifone, con la Sampierdarenese disputa complessivamente in massima serie 102 gare segnando 16 reti a partire dalla stagione 1922-1923 fino alla stagione 1926-1927.
Dopo la fusione con l'Andrea Doria, gioca con la neonata La Dominante per due anni in Divisione Nazionale totalizzando 42 presenze ed un anno in Serie B per un totale di 31 presenze.
Milita in seguito nella Sestrese.

### Presenze e reti nei club
| Stagione               | Squadra                | Campionato             | Campionato | Campionato | Coppe nazionali | Coppe nazionali | Coppe nazionali | Totale | Totale |
| Stagione               | Squadra                | Comp                   | Pres       | Reti       | Comp            | Pres            | Reti            | Pres   | Reti   |
| ---------------------- | ---------------------- | ---------------------- | ---------- | ---------- | --------------- | --------------- | --------------- | ------ | ------ |
| 1913-1914              | Andrea Doria           | 1ª Cat                 | 2          | 0          | -               | -               | -               | 2      | 0      |
| 1919-1920              | GC Grifone             | 1ª Cat                 | 2          | 1          | -               | -               | -               | 2      | 1      |
| 1920-1921              | Sestrese               | 1ª Cat                 | 10         | 2          | -               | -               | -               | 10     | 2      |
| 1921-1922              | Sestrese               | 1ª Cat                 | 10         | 3          | -               | -               | -               | 10     | 3      |
| Totale Sestrese        | Totale Sestrese        | Totale Sestrese        | 20         | 5          | -               | -               | -               | 20     | 5      |
| 1922-1923              | Sampierdarenese        | 1ª Div                 | 22         | 3          | -               | -               | -               | 22     | 3      |
| 1923-1924              | Sampierdarenese        | 1ª Div                 | 21         | 3          | -               | -               | -               | 21     | 3      |
| 1924-1925              | Sampierdarenese        | 1ª Div                 | 23         | 2          | -               | -               | -               | 23     | 2      |
| 1925-1926              | Sampierdarenese        | 1ª Div                 | 19         | 4          | -               | -               | -               | 19     | 4      |
| 1926-1927              | Sampierdarenese        | DN                     | 17         | 4          | CN              | 6               | 0               | 23     | 4      |
| 1927-1928              | La Dominante           | DN                     | 21         | 3          | CN              | 9               | 0               | 30     | 3      |
| 1928-1929              | La Dominante           | DN                     | 21         | 3          | -               | -               | -               | 21     | 3      |
| 1929-1930              | La Dominante           | B                      | 31         | 5          | -               | -               | -               | 31     | 5      |
| 1930-1931              | FBC Liguria            | B                      | 11         | 0          | -               | -               | -               | 11     | 0      |
| Totale FBC Liguria     | Totale FBC Liguria     | Totale FBC Liguria     | 82         | 11         | -               | 9               | 0               | 91     | 11     |
| 1931-1932              | Sampierdarenese        | 1ª Div                 | 29         | 6          | -               | -               | -               | 29     | 6      |
| 1932-1933              | Sampierdarenese        | B                      | 2          | 1          | -               | -               | -               | 2      | 1      |
| Totale Sampierdarenese | Totale Sampierdarenese | Totale Sampierdarenese | 133        | 23         | -               | 6               | 0               | 139    | 23     |
| 1933-1934              | Sestrese               | 1ª Div                 | 8          | 0          | -               | -               | -               | 8      | 0      |
| Totale Campionato      | Totale Campionato      |                        | 247        | 40         | -               | 15              | 0               | 262    | 40     |